# جريدة أخبار الخليج البحرينية
جريدة أخبار الخليج، هي الصحيفة اليومية الأولى في مملكة البحرين، وتأسست في 1 فبراير 1976 م، تغطي الجريدة شتى أنواع الأخبار الدولية والمحلية في 36 صفحة، ولازالت الصحيفة تباع حتى هذا اليوم، يترأس مجلس الإدارة والتحرير أنور محمد عبدالرحمن، ومدير التحرير هو عبدالمنعم إبراهيم.

## مجالات
| الرئيسية - أخبار البحرين - المال والاقتصاد - قضايا وآراء | - أخبار عربية ودولية - الأعمدة - المنوعات | الملاحق - الملحق الرياضي - الملحق الإسلامي - الملحق الثقافي 1. 2. 3. |